# Carol Kahn Strauss
Carol Kahn Strauss (geboren 21. September 1944 in New York City) ist eine US-amerikanische Publizistin und Institutsleiterin.

## Leben
Carol Kahn ist die Tochter des Dortmunder Juristen Alfred Kahn (1899–1983) und der Lotte Landau (1912–2004), die später in den USA als Brokerin arbeitete. Beide mussten 1938 aus Deutschland fliehen.
Carol Kahn studierte Politikwissenschaften an der Columbia University (BSc, 1970) und am Hunter College, (MSc, 1973). Sie arbeitete in der öffentlichen Verwaltung. Sie war Senior Editor am Hudson Institute und Herausgeberin für Bücher beim Council on Foreign Relations in New York. Sie war für die Zeit von 1984 bis 1992 gewählte Präsidentin der Congregation Habonim in Manhattan. Sie ist seit 1989 mit Peter Strauss verheiratet. Beim Leo Baeck Institut (LBI) war sie ab 1994 Executive Director und ist seit 2012 dessen International Director. Unter ihrer Ägide wurde eine Dependance des LBI in Berlin eröffnet.
Carol Kahn Strauss erhielt 2005 das Bundesverdienstkreuz 1. Klasse und 2015 das Große Bundesverdienstkreuz.